# Liste des ministres italiens de la Marine marchande
Cet article dresse la liste des ministres italiens de la Marine marchande entre 1946 et 1994, période d'existence du ministère.

## Liste des ministres
| Ministre    | Ministre                                                            | Mandat                              | Parti | Parti | Gouvernement      |
| ----------- | ------------------------------------------------------------------- | ----------------------------------- | ----- | ----- | ----------------- |
|             | Salvatore Aldisio (1890-1964)                                       | 14 juillet 1946 – 1er juin 1947     |       | DC    | De Gasperi II·III |
|             | Paolo Cappa (1888-1976)                                             | 1er juin 1947 – 24 mai 1948         |       | DC    | De Gasperi IV     |
|             | Giuseppe Saragat (1898-1988) Vice-président du Conseil              | 24 mai 1948 – 7 novembre 1949       |       | PSLI  | De Gasperi V      |
|             | Guido Corbellini (1890-1976)                                        | 7 novembre 1949 – 28 janvier 1950   |       | DC    | De Gasperi V      |
|             | Alberto Simonini (1896-1960)                                        | 28 janvier 1950 – 5 avril 1951      |       | PSDI  | De Gasperi VI     |
|             | Raffaele Pio Petrilli (1892-1971)                                   | 5 avril 1951 – 26 juillet 1951      |       | DC    | De Gasperi VI     |
|             | Paolo Cappa (1888-1976)                                             | 26 juillet 1951 – 16 juillet 1953   |       | DC    | De Gasperi VII    |
|             | Bernardo Mattarella (1905-1971)                                     | 16 juillet 1953 – 17 août 1953      |       | DC    | De Gasperi VIII   |
|             | Fernando Tambroni (1901-1963)                                       | 17 août 1953 – 6 juillet 1955       |       | DC    | Pella             |
| Fanfani I   | Fernando Tambroni (1901-1963)                                       | 17 août 1953 – 6 juillet 1955       |       | DC    |                   |
| Scelba      | Fernando Tambroni (1901-1963)                                       | 17 août 1953 – 6 juillet 1955       |       | DC    |                   |
|             | Gennaro Cassiani (1903-1978)                                        | 6 juillet 1955 – 2 juillet 1958     |       | DC    | Segni I           |
| Zoli        | Gennaro Cassiani (1903-1978)                                        | 6 juillet 1955 – 2 juillet 1958     |       | DC    |                   |
|             | Giuseppe Spataro (1897-1979)                                        | 2 juillet 1958 – 16 février 1959    |       | DC    | Fanfani II        |
|             | Angelo Raffaele Jervolino (1890-1985)                               | 16 février 1959 – 22 février 1962   |       | DC    | Segni II          |
| Tambroni    | Angelo Raffaele Jervolino (1890-1985)                               | 16 février 1959 – 22 février 1962   |       | DC    |                   |
| Fanfani III | Angelo Raffaele Jervolino (1890-1985)                               | 16 février 1959 – 22 février 1962   |       | DC    |                   |
|             | Cino Macrelli (1887-1963)                                           | 22 février 1962 – 22 juin 1963      |       | PRI   | Fanfani IV        |
|             | Francesco Maria Dominedò (1903-1964)                                | 22 juin 1963 – 5 décembre 1963      |       | DC    | Leone I           |
|             | Giovanni Spagnolli (1907-1984)                                      | 5 décembre 1963 – 23 juillet 1964   |       | DC    | Moro I            |
|             | Vittorino Colombo (1925-1996)                                       | 23 juillet 1964 – 24 février 1966   |       | DC    | Moro II           |
|             | Lorenzo Natali (1922-1989)                                          | 24 février 1966 – 25 juin 1968      |       | DC    | Moro III          |
|             | Giovanni Spagnolli (1907-1984)                                      | 25 juin 1968 – 13 décembre 1968     |       | DC    | Leone II          |
|             | Giuseppe Lupis (1896-1979)                                          | 13 décembre 1968 – 6 août 1969      |       | PSDI  | Rumor I           |
|             | Vittorino Colombo (1925-1996)                                       | 6 août 1969 – 28 mars 1970          |       | DC    | Rumor II          |
|             | Salvatore Mannironi (1901-1971)                                     | 28 mars 1970 – 6 avril 1971         |       | DC    | Rumor III         |
| Colombo     | Salvatore Mannironi (1901-1971)                                     | 28 mars 1970 – 6 avril 1971         |       | DC    |                   |
|             | Gioacchino Attaguile (1915-1994)                                    | 10 avril 1971 – 18 février 1972     |       | DC    | Colombo           |
|             | Gennaro Cassiani (1903-1978)                                        | 18 février 1972 – 26 juin 1972      |       | DC    | Andreotti I       |
|             | Giuseppe Lupis (1896-1979)                                          | 26 juin 1972 – 8 juillet 1973       |       | PSDI  | Andreotti II      |
|             | Giovanni Pieraccini (1918-2017)                                     | 8 juillet 1973 – 15 mars 1974       |       | PSI   | Rumor IV          |
|             | Dionigi Coppo (1921-2003)                                           | 15 mars 1974 – 23 novembre 1974     |       | DC    | Rumor V           |
|             | Giovanni Gioia (1925-1981)                                          | 23 novembre 1974 – 30 juillet 1976  |       | DC    | Moro IV·V         |
|             | Francesco Fabbri (1921-1977)                                        | 30 juillet 1976 – 20 janvier 1977   |       | DC    | Andreotti III     |
|             | Attilio Ruffini (par intérim) (1924-2011) Ministre des Transports   | 21 janvier 1977 – 18 septembre 1977 |       | DC    | Andreotti III     |
|             | Vito Lattanzio (par intérim) (1926-2010) Ministre des Transports    | 18 septembre 1977 – 13 mars 1978    |       | DC    | Andreotti III     |
|             | Vittorino Colombo (par intérim) (1925-1996) Ministre des Transports | 13 mars 1978 – 21 mars 1979         |       | DC    | Andreotti IV      |
|             | Luigi Preti (par intérim) (1914-2009) Ministre des Transports       | 21 mars 1979 – 5 août 1979          |       | PSDI  | Andreotti V       |
|             | Franco Evangelisti (1923-1993)                                      | 5 août 1979 – 4 mars 1980           |       | DC    | Cossiga I         |
|             | Nicola Signorello (1926)                                            | 4 mars 1980 – 18 octobre 1980       |       | DC    | Cossiga I·II      |
|             | Francesco Compagna (1921-1982)                                      | 18 octobre 1980 – 28 juin 1981      |       | PRI   | Forlani           |
|             | Calogero Mannino (1939)                                             | 28 juin 1981 – 1er décembre 1982    |       | DC    | Spadolini I·II    |
|             | Michele Di Giesi (1927-1983)                                        | 1er décembre 1982 – 4 août 1983     |       | PSDI  | Fanfani V         |
|             | Gianuario Carta (1931-2017)                                         | 4 août 1983 – 1er août 1986         |       | DC    | Craxi I           |
|             | Costante Degan (1930-1988)                                          | 1er août 1986 – 29 juillet 1987     |       | DC    | Craxi II          |
| Fanfani VI  | Costante Degan (1930-1988)                                          | 1er août 1986 – 29 juillet 1987     |       | DC    |                   |
|             | Giovanni Prandini (1940-2018)                                       | 29 juillet 1987 – 23 juillet 1989   |       | DC    | Goria             |
| De Mita     | Giovanni Prandini (1940-2018)                                       | 29 juillet 1987 – 23 juillet 1989   |       | DC    |                   |
|             | Carlo Vizzini (1947)                                                | 23 juillet 1989 – 13 avril 1991     |       | PSDI  | Andreotti VI      |
|             | Ferdinando Facchiano (1927)                                         | 13 avril 1991 – 28 juin 1992        |       | PSDI  | Andreotti VII     |
|             | Giancarlo Tesini (par intérim) (1929) Ministre des Transports       | 28 juin 1992 – 29 avril 1993        |       | DC    | Amato I           |
|             | Raffaele Costa (par intérim) (1936) Ministre des Transports         | 29 avril 1993 – 1er janvier 1994    |       | PLI   | Ciampi            |